# Arnold II van Bentheim-Steinfurt

Bentheim-Steinfurt

Arnold II van Bentheim-Steinfurt (1498-1544) was graaf van Bentheim en Steinfurt, Tecklenburg en Limburg, heer van Rheda, Wevelinghoven, Alpen en Helfenstein pandheer van Bredevoort.  

## Biografie
Arnold van Bentheim-Steinfurt is een zoon van Everwijn II van Bentheim-Steinfurt, graaf van Bentheim-Steinfurt en Anna van Tecklenburg. Arnold trouwt met gravin Magdalena van Nieuwenaar. 
Hun kinderen zijn:
- Everwijn III van Bentheim en Steinfurt. Hij trouwde met Anna van Schwerin. Zij was een dochter van Koenraad van Schwerin, de laatste graaf van Tecklenburg uit het huis Schwerin. 
  - Arnold III van Bentheim graaf van Bentheim, Steinfurt en Tecklenburg en door huwelijk graaf van (Hohen-)Limburg en heer van Alpen, Linnep en Heppendorf en ambachtsheer van Freudenberg en Uchte in het graafschap Hoya (1554-1606) trouwde met Magdalena van Neuenahr (1551-1626).
- Adolf van Bentheim-Tecklenburg
- Anna van Bentheim en Steinfurt
- Arnold Jobst van Bentheim en Steinfurt
- Wilhelm Heinrich van Bentheim en Steinfurt
- Amalie Amöna van Bentheim en Steinfurt
- Conrad Gumprecht van Bentheim-Limburg
- Amöna Amalia van Bentheim en Steinfurt
- Friedrich Ludolf van Bentheim-Alpen
- Magdalena van Bentheim en Steinfurt

Arnold maakte in 1526 de grote fout om Bredevoort in een brief aan Karel van Gelre unse herlichheyt te noemen terwijl de heerlijkheid grondbezit was van het Hertogdom Gelre. Karel lost daarop onmiddellijk de pandsom af, ter waarde van 8.000 gouden Rijnse guldens. Daarmee werd na bijna hondervijftig jaar het pandschap voor de heerlijkheid stopgezet. Ook werd een schuldbekentenis ter waarde van 4.000 gouden guldens opnieuw erkend. Arnold van Bentheim-Steinfurt verloor daardoor de heerlijkheid Bredevoort.